# Liste des préfets du Var
Liste des préfets du département français Var depuis la création du département. Le siège de la préfecture est à Toulon depuis le 25 septembre 1974, auparavant il était à Draguignan.

## Liste des préfets
Le siège de la préfecture était à Draguignan de 1800 à 1974.

### Préfets napoléoniens (1800-1814 et 1815)
| Période         | Période          | Identité                            | Fonction précédente                                   | Observation                                                                |
| --------------- | ---------------- | ----------------------------------- | ----------------------------------------------------- | -------------------------------------------------------------------------- |
| 2 mars 1800     | 1er février 1806 | Jean Antoine Joseph Fauchet         | Ministre plénipotentiaire auprès de George Washington | Nommé préfet de la Gironde                                                 |
| 31 janvier 1806 | 22 juin 1811     | Pierre Melchior d'Azémar            | Sous-préfet d'Uzès                                    | (ultraroyaliste) Révoqué. Devient en 1812 Conseiller de préfecture du Gard |
| 22 juin 1811    | 16 juin 1814     | Pierre Thomas Le Roy de Boisaumarié | Député de l'Orne (1809-1812)                          | Préfet d'Ille-et-Vilaine en 1830                                           |

### Préfets de laPremière Restauration(1814-1815)
| Période      | Période | Identité                        | Fonction précédente                                                                             | Observation |
| ------------ | ------- | ------------------------------- | ----------------------------------------------------------------------------------------------- | --- |
| 16 juin 1814 | 1815    | Marquis de Bouthillier-Chavigny | Sous-préfet d'Alba (Stura, 14 janvier 1811) Sous-préfet de Minden (Ems-Supérieur, 20 août 1811) | Incarcéré au fort Lamalgue pendant les Cent-Jours Nommé préfet de la Meurthe (12 juillet 1815) préfet du Bas-Rhin (13 août 1815) Député à la Chambre (1820-1827) |

### Préfets napoléoniens(Cent-Jours)
| Période       | Période         | Identité               | Fonction précédente | Observation       |
| ------------- | --------------- | ---------------------- | --- | ----------------- |
| 1815          | 19 avril 1815   | Binon                  | | Préfet provisoire |
| 19 avril 1815 | 10 juillet 1815 | Jean-François Defermon | Député de la Mayenne au Corps législatif (18 brumaire an XII-1808) Préfet des Hautes-Alpes (1809-1813) Préfet de l’Yonne (1813-1814) | À la retraite     |

### Préfets de laSeconde Restauration(1815-1830)
| Période            | Période          | Identité                       | Fonction précédente                   | Observation                                                         |
| ------------------ | ---------------- | ------------------------------ | ------------------------------------- | ------------------------------------------------------------------- |
| 10 juillet 1815    | 30 juillet 1815  | Jean-Baptiste Garnier          | maire de Brignoles                    | ultraroyaliste préfet provisoire                                    |
| 30 juillet 1815    | 27 mai 1818      | Joseph-Balthazard Siméon       | Représentant du roi de Westphalie     | Nommé préfet du Doubs,sans suite puis nommé préfet du Pas-de-Calais |
| 27 mai 1818        | 27 juin 1823     | Armand Chevalier de Caunan     | Sous-préfet de Dreux                  | Sera Maître des requêtes au conseil d'État                          |
| 27 juin 1823       | 10 août 1824     | Joseph Benoît Dalmas           | Préfet de la Charente-Inférieure      | mort en fonction                                                    |
| 1er septembre 1824 | 12 novembre 1828 | François d'Auderic de Lastours | Sous-préfet de Narbonne               | Nommé préfet des Basses-Alpes                                       |
| 12 novembre 1828   | 2 avril 1830     | Maurice Fumeron d'Ardeuil      | Maître des requêtes au conseil d'État | Trois Glorieuses. Nommé Préfet de l'Hérault                         |

### Préfets de la monarchie de Juillet
| Période          | Période          | Identité                         | Fonction précédente           | Observation                     |
| ---------------- | ---------------- | -------------------------------- | ----------------------------- | ------------------------------- |
| 2 avril 1830     | 8 mai 1830       | Joseph Barthélemy Anglès         | conseiller de la préfecture   | préfet provisoire               |
| 8 mai 1830       | 23 août 1830     | Joseph Jérôme Hilaire Angellier  | Préfet de la Corse            |                                 |
| 27 août 1830     | 22 janvier 1831  | Claude Charles Rouxel            |                               |                                 |
| 13 février 1831  | 14 mai 1831      | Joseph Bernard                   | Préfet des Basses-Alpes       | Député du Var en mai 1831       |
| 14 mai 1831      | 15 juin 1832     | François Nicolas Goubault        | Préfet des Landes             | Mort en fonction                |
| 27 juillet 1832  | 30 novembre 1832 | Eusèbe Prieur de La Combe        | Sous-préfet de Commercy       | Mort en fonction                |
| 10 décembre 1832 | 12 novembre 1835 | Joseph Paul Marc Floret          | Sous-préfet d'Aix-en-Provence | Nommé préfet de l'Hérault       |
| 12 novembre 1835 | 5 juin 1840      | Adolphe Lemarchand de La Faverie | Sous-préfet du Havre          | Nommé préfet de la Drôme        |
| 1840             | février 1848     | René Joseph Teisseire            | A été député de l'Aude        | Révoqué à la Révolution de 1848 |

### Préfets de la Deuxième République (1848-1851)
| Période         | Période          | Identité                                | Fonction précédente             | Observation                                                                                    |
| --------------- | ---------------- | --------------------------------------- | ------------------------------- | ---------------------------------------------------------------------------------------------- |
| 10 mars 1848    | sans suite       | Henri Arnaud                            |                                 | (Commissaire du gouvernement provisoire)                                                       |
| 15 mars 1848    | 2 mai 1848       | Lucien Guigues                          |                                 | (Commissaire du gouvernement provisoire), représentant du Var en avril 1848, proscrit en 1852. |
| 2 mai 1848      | 22 juillet 1848  | Jacques Colas de Brouville de la Noue   |                                 |                                                                                                |
| 9 juillet 1848  | 24 janvier 1849  | Pierre Ayraud-Degeorge                  | Sous-préfet de Boulogne-sur-Mer |                                                                                                |
| 24 janvier 1849 | 11 mai 1850      | Georges Eugène Haussmann                | Sous-préfet de la Gironde       | Nommé préfet de l'Yonne                                                                        |
| 5 juin 1850     | 7 mars 1851      | Xavier Edmée Marcel de Frossard         | Sous-préfet de Toulon           | Sera Inspecteur général de police à Bordeaux                                                   |
| 7 mars 1851     | 26 novembre 1851 | Joseph Armand Gustave du Bois de Romand |                                 | Nommé préfet de Saône-et-Loire                                                                 |

### Préfets du Second Empire (1851-1870)
| Période          | Période         | Identité                             | Fonction précédente                             | Observation                 |
| ---------------- | --------------- | ------------------------------------ | ----------------------------------------------- | --------------------------- |
| 26 novembre 1851 | 9 mai 1852      | Daniel Alexandre Théodore Pastoureau | Sous-préfet d'Avranches                         | Nommé préfet du Lot         |
| 9 mai 1852       | 4 mars 1853     | Paul François de Preissac            | Préfet de Lot-et-Garonne                        | Nommé préfet du Puy-de-Dôme |
| 4 mars 1853      | 5 juin 1860     | Gustave Mercier-Lacombe              | Secrétaire général du gouvernement de l'Algérie | Nommé préfet de la Vienne   |
| 5 juin 1860      | 14 mai 1862     | Marquis Prosper de Fleury            | Préfet de la Lozère                             | Nommé préfet du Lot         |
| 14 mai 1862      | 26 juillet 1870 | Félix Alexis Montois                 | Préfet du Lot                                   | À la retraite               |

### Préfets de la Troisième République (1870-1940)
| Période           | Période           | Identité                                       | Fonction précédente                                                          | Observation                                                                                      |
| ----------------- | ----------------- | ---------------------------------------------- | ---------------------------------------------------------------------------- | ------------------------------------------------------------------------------------------------ |
| 21 juillet 1870   | septembre 1870    | Louis Gabriel Desaix                           | Sous-préfet de Béziers                                                       | À la retraite                                                                                    |
| 5 septembre 1870  | 8 novembre 1870   | Paul Cotte                                     | Avocat à Toulon                                                              | (est démissionnaire du 8 au 12 novembre 1870)                                                    |
| 8 novembre 1870   | 12 novembre 1870  | Adolphe Secourgeon                             |                                                                              | non installé                                                                                     |
| 12 novembre 1870  | février 1871      | Paul Cotte                                     |                                                                              | (2e période)(reprend son poste) Démissionne comme candidat aux élections, sera élu Député du Var |
| 12 mars 1871      | 26 mai 1873       | Louis Martial Laporterie                       | Général de brigade à titre auxiliaire                                        | Nommé Trésorier payeur du Var                                                                    |
| 26 mai 1873       | 28 août 1874      | Firmin Lemercier                               | prisonnier en 1870                                                           |                                                                                                  |
| 28 août 1874      | 21 mars 1876      | Jean Pierre Augustin Raffier-Dufour            | Préfet de l'Ain                                                              | Passe à la retraite                                                                              |
| 21 mars 1876      | 17 juin 1876      | Henri Alphonse Jolivet de Riencourt de Longpré | Préfet des Ardennes                                                          | Nommé préfet d'Eure-et-Loir                                                                      |
| 17 juin 1876      | 9 mai 1877        | Alexandre Rey                                  | Journaliste                                                                  | (1re période) Devient conseiller général du Var, canton de Besse                                 |
| 1877              | 18 décembre 1877  | Maxime Émile Desmaisons                        | Sous-préfet de Sens                                                          | Démission                                                                                        |
| 18 décembre 1877  | 5 septembre 1881  | Alexandre Rey                                  | conseiller général du Var, canton de Besse                                   | (2e période). En disponibilité                                                                   |
| 5 septembre 1881  | 4 avril 1883      | Charles André Favalelli                        | Sous-préfet de Saint-Omer                                                    | Nommé préfet de la Corrèze , sans suite puis nommé préfet de la Haute-Marne                      |
| 4 avril 1883      | 25 avril 1885     | Paul Laugier-Mathieu                           | Préfet d'Oran                                                                | Nommé préfet de la Haute-Marne                                                                   |
| 25 avril 1885     | 10 janvier 1888   | Henri Paul                                     | Préfet de l'Ariège                                                           | Nommé préfet d'Alger                                                                             |
| 10 janvier 1888   | 22 mars 1889      | Émile Ausset                                   | Sous-préfet de Vienne                                                        | Appelé à d'autres fonctions, nommé en 1889 percepteur à Bordeaux                                 |
| 14 mars 1889      | 13 septembre 1893 | Gustave Chadenier                              | Sous-préfet de Valenciennes                                                  | Nommé préfet de l'Ardèche                                                                        |
| 13 septembre 1893 | 23 mai 1896       | Léonce Bret                                    | Préfet du Cher                                                               | Nommé préfet de l'Allier, sans suite puis nommé préfet de l'Orne                                 |
| 23 mai 1896       | 16 juillet 1898   | Alphonse Bonnet                                | Préfet du Cantal                                                             | Nommé préfet de Loir-et-Cher                                                                     |
| 16 juillet 1898   | 30 juin 1906      | Charles Bonnerot                               | Préfet de l'Ain                                                              | Nommé préfet du Cher                                                                             |
| 30 juin 1906      | 25 mai 1909       | Fernand Raux                                   | Chef adjoint de cabinet du ministre de l’Intérieur Georges Clemenceau        | Nommé préfet de l'Oise                                                                           |
| 25 mai 1909       | 31 décembre 1913  | Louis Hudelo                                   | Préfet des Hautes-Alpes                                                      | Nommé préfet du Gard                                                                             |
| 31 décembre 1913  | 7 juillet 1914    | Georges Duvernoy                               | Sous-préfet de Pontoise                                                      | Nommé préfet de Tarn-et-Garonne                                                                  |
| 7 juillet 1914    | 1er mai 1918      | Paul Roquère                                   | Sous-préfet de Rochefort                                                     | Nommé préfet de la Dordogne                                                                      |
| 2 mai 1918        | 21 mai 1918       | Paul Bacou                                     | Préfet du Tarn                                                               | maintenu aux armées (préfet ad interim: Henry Bazin) Nommé en 1919 Préfet du Doubs               |
| 2 mai 1918        | 15 janvier 1920   | Henry Bazin                                    | Secrétaire général du Rhône pour l'administration pour la durée de la guerre | (interim, puis (21 mai 1918) préfet Nommé préfet de la Haute-Marne                               |
| 15 janvier 1920   | 4 mars 1920       | Emile Moisson                                  | Sous-préfet de Montluçon                                                     | Nommé préfet de l'Allier                                                                         |
| 4 mars 1920       | 17 janvier 1925   | Théophile Barnier                              | Préfet de la Corse                                                           | Nommé trésorier-payeur général du Gard                                                           |
| 13 février 1925   | 31 mai 1930       | Paul Cameau                                    | Secrétaire général du Nord                                                   | Nommé préfet du Morbihan                                                                         |
| 31 mai 1930       | 30 octobre 1932   | Charles Larquet                                | Préfet de l'Aveyron                                                          | Nommé préfet du Finistère                                                                        |
| 30 octobre 1932   | 26 février 1935   | Paul Gaston Bert                               | Préfet du Lot                                                                | Nommé directeur administratif de l'asile clinique de Sainte-Anne à Paris                         |
| 26 février 1935   | 24 mars 1938      | Pierre Monnier                                 | Préfet de la Haute-Vienne                                                    | Nommé préfet de la Somme                                                                         |
| 24 mars 1938      | non installé      | René Faugère                                   | chargé de mission au cabinet du ministre de la justice                       | maintenu à la disposition du ministre des affaires étrangères                                    |
| 24 mars 1938      | 31 mai 1938       | Charles Chevreux                               | Chargé des fonctions de directeur des renseignements généraux                | Nommé préfet de la Côte-d'Or                                                                     |
| 31 mai 1938       | 4 septembre 1940  | Paul Haag                                      | Préfet de la Haute-Marne                                                     | Nommé en décembre 1940 directeur régional de la famille et de la santé à Caen                    |

### Préfets de Vichy (1940-1944)
| Période           | Période         | Identité                  | Fonction précédente | Observation                                                                     |
| ----------------- | --------------- | ------------------------- | --- | ------------------------------------------------------------------------------- |
| 17 septembre 1940 | 13 février 1941 | Louis Emile Pierre Gentil | chef de cabinet du Garde des Sceaux, ministre de la Justice Raphaël Alibert et chargé du service d’Alsace et de Lorraine | mis en disponibilité de la Cour                                                 |
| 13 février 1941   | 7 avril 1943    | André Lahillonne          | Sous-préfet de Toulon | Nommé préfet des Côtes-du-Nord, sera déporté en août 1943 à Füssen-Plansee      |
| 7 avril 1943      | 17 août 1944    | Jacques Feschotte         | Préfet des Côtes-du-Nord                                                                                                 | Suspendu de ses fonctions Sera Directeur de l'école normale de musique de Paris |

### Préfets duGPRFet de la Quatrième République (1944-1958)
| Période          | Période          | Identité        | Fonction précédente                                                                          | Observation                     |
| ---------------- | ---------------- | --------------- | -------------------------------------------------------------------------------------------- | ------------------------------- |
| 17 août 1944     | 23 août 1944     | Paul Vidal      |                                                                                              |                                 |
| 23 août 1944     | 24 juillet 1946  | Henri Sarie     | Chef de division à la préfecture du Var ; secrétaire en chef de la sous-préfecture de Toulon | Nommé préfet de la Côte-d'Or    |
| 7 août 1946      | 1er octobre 1948 | Yves Perony     | Préfet des Vosges                                                                            | Nommé préfet d'Indre-et-Loire   |
| 1er octobre 1948 | 26 juillet 1950  | Robert Gazier   | chargé de mission au cabinet du ministre de l'Intérieur Jules Moch                           | Nommé préfet de la Haute-Vienne |
| 26 juillet 1950  | 19 mars 1957     | Louis Ottaviani | Préfet du Doubs                                                                              | Nommé préfet de la Haute-Loire  |

### Préfets de la Cinquième République (Depuis 1958)
| Période          | Période          | Identité             | Fonction précédente     | Observation                                                               |
| ---------------- | ---------------- | -------------------- | ----------------------- | ------------------------------------------------------------------------- |
| 19 mars 1957     | 15 novembre 1960 | Jean Charles Rouliès | Préfet du Doubs         |                                                                           |
| 22 novembre 1960 | 20 juillet 1966  | Armand Berthet       | Préfet des Hautes-Alpes | Congé spécial                                                             |
| 20 juillet 1966  | 5 décembre 1969  | Jean-Paul Roy        | Préfet du Morbihan      | Nommé préfet de l'Aisne                                                   |
| 5 décembre 1969  | 12 octobre 1971  | Jean Deleplanque     | Préfet de la Guadeloupe | chargé de mission au cabinet du ministre de l'Intérieur Raymond Marcellin |
| 12 octobre 1971  | 22 janvier 1974  | Louis Lalanne        | Préfet de l'Aude        | Nommé préfet de l'Oise                                                    |

Le siège de la préfecture est déplacé à Toulon depuis 1974.
| Période          | Période          | Identité               | Fonction précédente                                                                                            | Observation |
| ---------------- | ---------------- | ---------------------- | --- | --- |
| 22 janvier 1974  | 28 octobre 1975  | Jean-Marie Robert      | Préfet du Gers                                                                                                 | Nommé préfet de Maine-et-Loire |
| 28 octobre 1975  | 27 avril 1978    | Paul Feuilloley        | sous-préfet du Raincy                                                                                          | Nommé préfet de la région Basse-Normandie, préfet du Calvados                                                                               |
| 27 avril 1978    | 16 juillet 1981  | Pierre Manière         | Préfet de l'Yonne                                                                                              | Nommé préfet du Finistère |
| 8 juillet 1981   | 6 mars 1985      | Marcel Julia           | Préfet de la Martinique                                                                                        | Nommé préfet hors cadre |
| 6 mars 1985      | 12 janvier 1987  | Yvan Barbot            | Préfet de la Charente                                                                                          | Nommé directeur général de la police nationale                                                                                              |
| 16 janvier 1987  | 23 août 1989     | Charles-Noël Hardy     | Directeur général des services administratifs                                                                  | Nommé préfet des Hauts-de-Seine |
| 23 août 1989     | 19 février 1992  | Henri Hugues           | Préfet de la Charente                                                                                          | Nommé directeur général des collectivités locales                                                                                           |
| 8 avril 1992     | 23 mars 1994     | François Leblond       | Préfet d'Indre-et-Loire                                                                                        | Nommé préfet de l'Essonne |
| 23 mars 1994     | 18 octobre 1995  | Jean-Pierre Richer     | Préfet de la Haute-Marne                                                                                       | Nommé préfet des Hauts-de-Seine |
| 29 novembre 1995 | 16 juillet 1997  | Jean-Charles Marchiani | chargé d'une mission de service public relevant du Gouvernement                                                | Nommé secrétaire général de la zone de défense de Paris                                                                                     |
| 16 juillet 1997  | 5 mai 1999       | Hubert Fournier        | Président du conseil d'administration de l'Institut français de recherche pour le développement en coopération | Nommé préfet de la région Basse-Normandie, préfet du Calvados                                                                               |
| 5 mai 1999       | 15 mai 2002      | Daniel Canepa          | Préfet d’Indre-et-Loire                                                                                        | Nommé Directeur adjoint du cabinet du ministre de l'Intérieur, de la sécurité intérieure et des libertés locales                            |
| 3 juillet 2002   | 14 janvier 2004  | Pierre-Étienne Bisch   | Préfet de l'Ain                                                                                                | Préfet hors cadre, sera nommé conseiller pour les affaires intérieures et l'outre-mer au cabinet du Premier ministre (Jean-Pierre Raffarin) |
| 14 janvier 2004  | 9 juillet 2007   | Pierre Dartout         | Préfet des Pyrénées-Atlantiques                                                                                | Nommé préfet hors cadre; nommé en 2008 délégué interministériel à l'aménagement et à la compétitivité des territoires                       |
| 9 juillet 2007   | 4 juin 2009      | Jacques Laisné         | Préfet de l'Eure                                                                                               | Nommé responsable préfigurateur puis directeur général de l'agence régionale de santé du Centre                                             |
| 4 juin 2009      | 8 octobre 2010   | Hugues Parant          | Préfet de Meurthe-et-Moselle                                                                                   | Nommé préfet de la région Provence-Alpes-Côte d'Azur, préfet de la zone de défense Sud, préfet des Bouches-du-Rhône                         |
| octobre 2010     | 18 novembre 2012 | Paul Mourier           | Préfet du Cantal                                                                                               | Préfet hors cadre, nommé en 2013 délégué interministériel aux grands événements sportifs                                                    |
| 19 novembre 2012 | 26 octobre 2014  | Laurent Cayrel         | Inspecteur général de l'administration                                                                         | Nommé préfet de la région Limousin, préfet de la Haute-Vienne                                                                               |
| 27 octobre 2014  | 22 août 2016     | Pierre Soubelet        | Préfet des Côtes-d'Armor                                                                                       | Nommé préfet des Hauts-de-Seine |
| 22 août 2016     | 23 août 2020     | Jean-Luc Videlaine     | Préfet du Finistère                                                                                            | Nommé directeur de cabinet de Richard Ferrand                                                                                               |
| 24 août 2020     | 21 août 2023     | Evence Richard         | Préfet de la Loire                                                                                             | |
| 22 août 2023     | -                | Philippe Mahé          | Préfet du Finistère                                                                                            | - |

## Liste des sous-préfets

### Sous-préfets de Grasse (1800-1860)
L'Arrondissement de Grasse passe sous l'autorité du préfet des Alpes-Maritimes en 1860.